# YuMex
Jugoslovanska Mehika (YuMex) je dokumentarni film o tem, kako je mehiška glasba obnorela socialistično Jugoslavijo. Napisal in režiral ga je Miha Mazzini.

## Vsebina
Po hudih obdobjih zgodovine nastopijo obdobja eskapizma, ko ljudje preprosto ne morejo več zdržati vsakdanjosti in pobegnejo v izmišljeni svet. Leta 1950 je nenadoma vsa Jugoslavija prepevala o čudoviti Mehiki, njenem rodnem kraju, in o belih vrancih, ki se podijo po preriji, četudi so bile meje zaprte in obljubljene deželi nihče od pevcev ni videl.
Ko je evforija po dobrem desetletji minila, je bilo vsem navdušencem kar nerodno, tako kot po vsaki streznitvi, zato so fenomen Jugoslovanske Mehike družno zamolčali - ni ga ne v zgodovinskih ne v glasbenih enciklopedijah.
Miha Mazzini je pričel zbirati material za svoj roman Paloma negra in opravljeni pogovori s pevci in poslušalci so se mu zdeli takozanimivi, da jih je posnel in tako je nastal ta dokumentarec.